# Илия Волен
Илия Волен е творчески псевдоним на Марин Христов Стаменов (13 октомври 1905 – 16 август 1982) е български белетрист и драматург.

## Биография
Роден е на 13 октомври 1905 г. в село Ъглен, област Ловеч. Първоначално учи в родното си село, а след това в Луковит.
От 1924 г. сътрудничи на редактираното от Боян Дановски списание „Дионисиос“. Публикува разкази в седмичника „Ведрина“ на Антон Страшимиров. От този период получава псевдонима си. През 1927 г. завършва Духовната семинария в София. Между 1927 и 1929 г. следва славянска филология в Софийския университет. Започва работа в Светия синод, а след това е редактор на „Детско знаме“. През периода 1941-43 гг. редактира детското списание "Орле". През 30-те години сътрудничи на сп. “Златорог”, където публикува 13 разказа. През 1936-1951 г. е библиотекар в Народния театър.
От 1951 г. е редактор в издателство „Български писател“. Член е на Съюза на българските писатели, а между 1962 и 1966 г. е заместник-председател. През този период е и заместник главен редактор, а през 1970-1971 г. – редактор в списание „Септември“.
Има един син, Христо, който е езиковед, преподавател в катедра „Англицистика и американистика” към Софийския университет.
Илия Волен умира на 77 години в град София на 16 август 1982 г.

## Отличия и награди
- 1965, 1975 г. – орден „Народна република България“ първа степен (октомври 1965; октомври 1975).
- 1966 г. – Димитровска награда
- май 1975 – „Народен деятел на културата“
- 1976 – награда „Елин Пелин”
- 1980 г. – награда „Йордан Йовков“[3]

## Произведения
Произведенията на Илия Волен са на социална, анималистична, любовна и автобиографична тема. По-известни са:
- „Черни угари“ (1928)
- „Кръстци“ (1931)
- „Радост в къщи“ (1942, 1955)
- „Диви души“ (1945)
- „Йов“ (1964)
- „Избрани произведения в два тома“ (1965)
- „На село през войната“ (1967)
- „Шегите на дядо" (1970)
- „Търсене на истината. Мисли, бележки, есета“ (1973)
- „Съчинения в два тома“ (1975)
- „Денят кратък – нощта дълга“ (1982, 1984)[3]
- „Горещо утро. Повести“ (1998)
- „Вникване. Есета, бележки, размисли“ (2005)
- „Черни угари. Поредица Българска класика“ (2005).

## За него
- Симеон Султанов. „Четирима белетристи“. София: Български писател, 1960
- Любен Бумбалов. „Илия Волен. Литературно-критически очерк“. София: Български писател, 1976
- Румяна Дамянова, „Илия Волен. Литературна анкета“. София: Български писател, 1980.